# 沙尔沃内
沙尔沃内（法語：Charvonnex，法語發音：[ʃaʁvɔne]）是法国上萨瓦省的一个市镇，位于该省中部，属于阿讷西区。

## 地理
沙尔沃内（45°58'37"N, 6°9'26"E）面积4.71 平方千米，位于法国奥弗涅-罗讷-阿尔卑斯大区上萨瓦省，该省份为法国东部省份，历史上为薩伏依的一部分，北与瑞士接壤，西接安省，南至萨瓦省，东与瑞士和意大利接壤。
与沙尔沃内接壤的市镇（或旧市镇、城区）包括：格鲁瓦西、维伊勒佩卢、菲利耶尔。
沙尔沃内的时区为UTC+01:00、UTC+02:00（夏令时）。

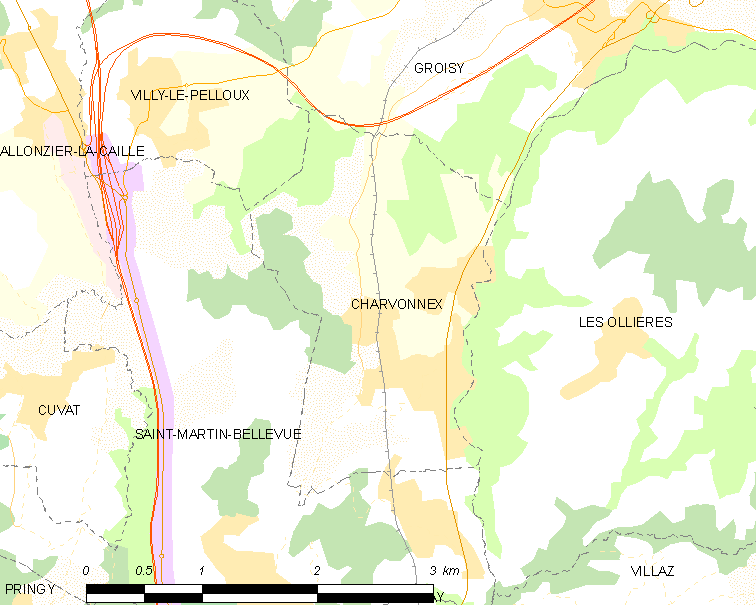
沙尔沃内的OSM定位图

## 行政
沙尔沃内的邮政编码为74370，INSEE市镇编码为74062。

## 政治
沙尔沃内所属的省级选区为阿讷西第三县。

## 人口

1962-2008年间沙尔沃内人口变化图示

沙尔沃内于2022年1月1日时的人口数量为1545人。